# Gisela (Schiff, 1959)
Gisela war der Name eines Fahrgastschiffes, das lange auf den Berliner Gewässern im Einsatz war.

## Geschichte
Herbert Foge war in der Fracht- und Personenschifffahrt tätig. Mit seinem Frachtschiff Lucie, das seit 1945 in Tangermünde registriert gewesen war, kam er offenbar um 1954 nach West-Berlin, denn die Lucie wurde 1954 in Berlin-Spandau registriert. Dort war in den nachfolgenden Jahren auch Herbert Foge ansässig. In Berlin legte er sich neben der Lucie auch das Personenschiff Gisela zu.
Heinz Trost bezeichnete im Jahr 1979 die Gisela als einen „Umbau besonderer Art“. Das Schiff, so berichtet Trost, wurde von Foge mehrmals in Eigenarbeit umgebaut. Das Ergebnis wirkte offenbar etwas originell, scheint aber brauchbar gewesen zu sein: „Wenn ihr Äußeres auch etwas bunt gemixt erscheint, so nahm man sich doch ihre Grundform für sämtliche später entwickelten Neubauten zum Vorbild“, erklärte Trost.
Im Verhältnis zu dieser vollmundigen Aussage über die Bedeutung der Gisela sind die Notizen zu ihrer Herkunft und ihrem Schicksal spärlich und widersprüchlich. Laut Heinz Trost hatte Herbert Foge die Gisela von Günter Herzog übernommen. Das Schiff war nach Trost 28,44 Meter lang, seine Breite über alles gibt er mit 7,32 Metern an, die Breite auf Spanten mit 6,94 Metern. Zeitweise durfte die Gisela 400 Personen befördern, zu Trosts Zeiten aber nur noch 300. Das Schiff wurde von zwei 100-PS-Dieselmotoren von Deutz angetrieben, hatte seinen Liegeplatz am Lindenufer in Spandau und fuhr normalerweise nach Nikolskoe und zur Pfaueninsel. Trost gibt an, das Schiff sei erst 1959 in Berlin gebaut worden und habe, bevor es den Namen Gisela erhalten habe, Gertrud geheißen.
Günter Benja, der 1975 ein „Vollständiges Verzeichnis aller Fahrgastschiffe und -dienste“ veröffentlichte, scheint weder eine passende Gisela noch eine Gertrud gekannt zu haben. Kurt Groggert dagegen erwähnt die Gisela mehrmals; seine Angaben sind aber z. T. widersprüchlich zu denen Trosts: Von einer Gertrud der Reederei Günter Herzog weiß er nichts, dagegen gibt er an, Günter Herzog habe im Jahr 1953 eine Gisela betrieben, und zwar genau auf der Strecke, auf der laut Trost auch Foges Gisela fuhr. Sollten die beiden Schiffe miteinander identisch sein, so ist Heinz Trosts Angabe zum Baujahr also falsch und der frühere Name des Schiffes zweifelhaft. Laut Groggert war Herzogs Gisela außerdem nur für die Beförderung von 135 Personen zugelassen, sodass Foges Umbaumaßnahmen wirklich einen üppigen Umfang gehabt haben müssten. Zudem geht Groggert eindeutig davon aus, dass die Gisela ein Schiff älteren Datums war. Über die Schiffsbestände und -ausbauten der Nachkriegszeit schreibt er: „Die meisten Reeder erweiterten ihre Kapazität weniger durch Neubauten als vielmehr durch den Ausbau und die Modernisierung bereits vorhandener älterer Schiffe [...] Beispiele für derartige Umbauten sind die Motorschiffe »Brigitte«, »Gisela«, »Edeltraut«, »Tourist« und »Rheinpfalz«.“ Für das Jahr 1968 bestätigt Groggert die Zulassung der Gisela für die Beförderung von 400 Fahrgästen.
Die Gisela gehörte zu den Berliner Schiffen, die in der Silvesternacht 1977 bei einem Großbrand im Winterquartier am Eiswerder schwer beschädigt wurden. Bei der Gisela war die Backbordseite betroffen.
Herbert Foge junior (1933–1985) starb am 27. September 1985 in Berlin. In seiner Traueranzeige wird er als „Schiffsführer MS Gisela“ bezeichnet. Das Schiff wurde dann von der Reederei Bruno Winkler übernommen, die es aber wegen Sanierungsbedürftigkeit in der Saison 1986 nicht mehr einsetzte, sondern nach Haren an der Ems verkaufte und stattdessen die Europa in Auftrag gab. In Haren scheint sich die Spur der Gisela zu verlieren; zumindest war sie dort nicht mehr jahrzehntelang im Einsatz: Als Dieter Schubert im Jahr 2000 sein Schiffsregister veröffentlichte, verzeichnete er zwar noch ein recht betagtes Schiff, das in Haren gemeldet war, doch diese Amisia war nicht mit der Berliner Gisela identisch.